# 105P/Singer Brewster
105P/Singer Brewster, komet Jupiterove obitelji.